# Bad Lauterberg im Harz
Bad Lauterberg im Harz is een stad in de Duitse deelstaat Nedersaksen, gelegen in het Landkreis Göttingen. Tot 1 november 2016 was het deel van Landkreis Osterode am Harz dat op die datum bij Göttingen werd gevoegd. De stad telde 10.258 inwoners op 31 december 2023. Naburige steden zijn onder andere Bad Sachsa, Herzberg am Harz en Osterode am Harz.

## Plaatsen in de gemeente Bad Lauterberg im Harz

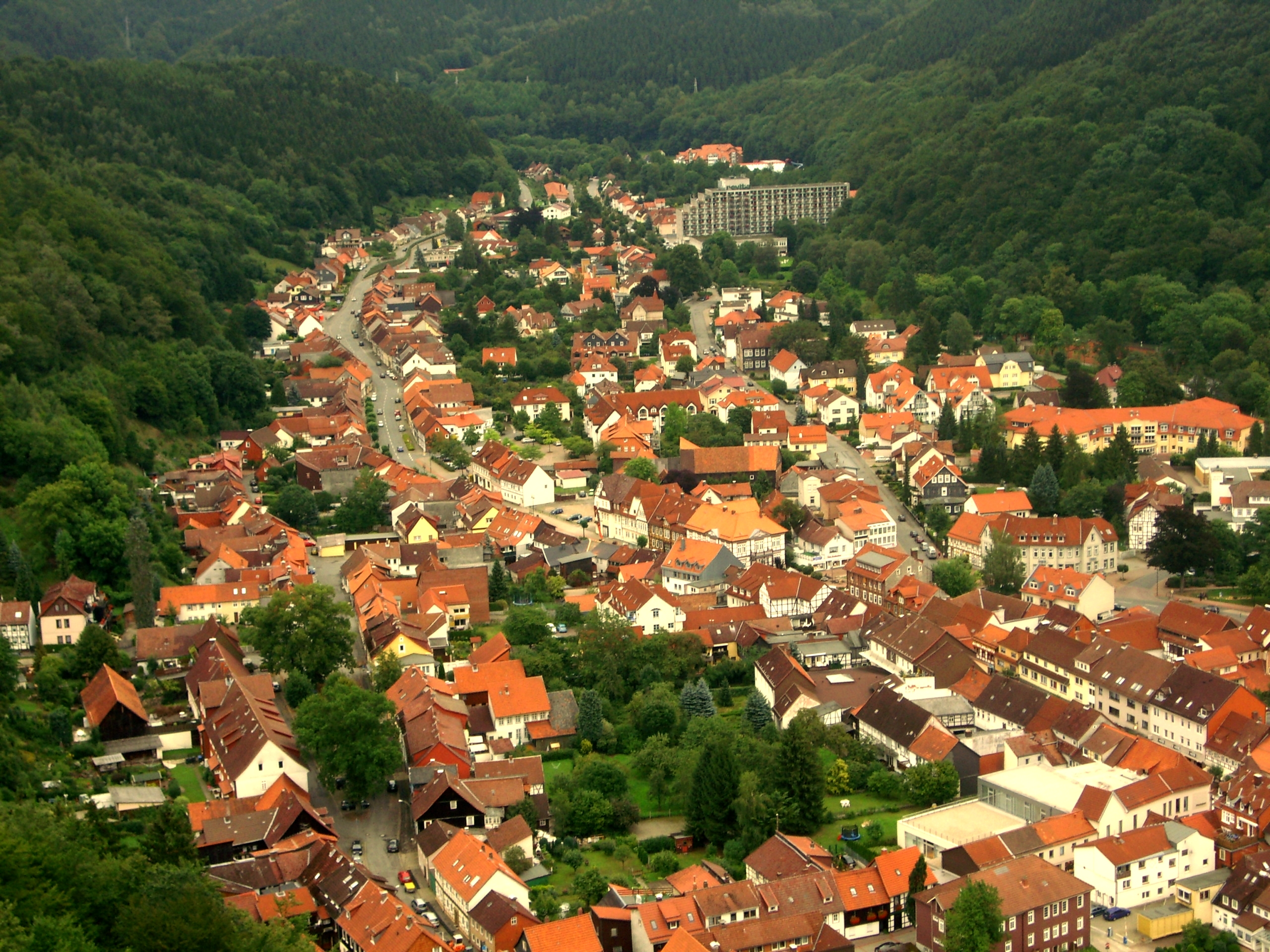
Bad Lauterberg vanuit de stoeltjeslift

- Barbis
- Bartolfelde
- Osterhagen
- Scharzfeld

## Geboren
- Thomas Lemke (1963), socioloog
- Bibiana Steinhaus (1979), voetbalscheidsrechter

- Gemeinsame Normdatei: 4034773-4
- Library of Congress Control Number: n82008619
- MusicBrainz: 7ae9ff52-e2d8-43e7-92b4-e5804f6f058e
- Nationale Bibliotheek van Israël: 987007552746905171
- Virtual International Authority File: 142540532
- WorldCat: E39PBJhddwyKdRJD38pHwcBQMP

Adelebsen · 
Bad Grund · 
Bad Lauterberg im Harz · 
Bad Sachsa · 
Bilshausen · 
Bodensee · 
Bovenden · 
Bühren · 
Dransfeld · 
Duderstadt · 
Ebergötzen · 
Elbingerode · 
Friedland · 
Gieboldehausen · 
Gleichen · 
Göttingen · 
Hann. Münden · 
Harz (gemeentevrij gebied, Landkreis Göttingen) ·
Hattorf am Harz · 
Herzberg am Harz · 
Hörden am Harz · 
Jühnde · 
Krebeck · 
Landolfshausen · 
Niemetal · 
Obernfeld · 
Osterode am Harz · 
Rhumspringe · 
Rollshausen · 
Rosdorf · 
Rüdershausen · 
Scheden · 
Seeburg · 
Seulingen · 
Staufenberg · 
Waake · 
Walkenried · 
Wollbrandshausen · 
Wollershausen · 
Wulften am Harz